# Амброне
Амброне́ (фр. Ambronay) — коммуна во Франции, находится в регионе Рона-Альпы. Департамент коммуны — Эн. Входит в состав кантона Амберьё-ан-Бюже. Округ коммуны — Белле.
Код коммуны — 01007.
Крупнейшее событие культурной жизни коммуны — международный Фестиваль барочной музыки (проводится ежегодно с 1980 года).

## Население
Население коммуны на 2010 год составляло 2362 человека.
| 1962 | 1968 | 1975 | 1982 | 1990 | 1999 | 2010 |
| ---- | ---- | ---- | ---- | ---- | ---- | ---- |
| 1037 | 1193 | 1270 | 1862 | 1996 | 2144 | 2362 |